# Copic
Copic (яп. コピック, «Копикку», читается как «Копик») — японский бренд многоразовых маркеров и сопутствующих товаров, которые производятся компанией Too Corporation и распространяются в США и Канаде её дочерней компанией Too Corporation Americas.

## Описание
Маркеры Copic доступны в 358 нетоксичных цветах на спиртовой основе, и их можно пополнять с помощью заправочных картриджей стандартных цветов. Чернила для заправки можно смешивать для создания собственных цветов, и для этой цели продаются пустые маркеры. Маркеры герметичны, чтобы предотвратить их высыхание. Маркеры для набросков, которые являются наиболее популярной версией, имеют наконечник в виде долота на одном конце и наконечник кисти на другом, хотя доступны дополнительные стили сменных наконечников и наконечников.
Компания также продает систему распылитель краски, в которой используется либо воздушный компрессор, либо сжатый воздух для выдувания чернил с кончиков маркеров на бумагу.

## История
В 1987 году в Японии была представлена первая классическая линия маркеров Copic, ориентированная на индустрию манги. Всего были выпущены 71 цвет, которые были разработаны для удовлетворения спроса дизайнеров на маркеры, безопасные для фотокопирования. Маркеры не растворяли тонер только что отпечатанных фотокопий, и, в свою очередь, маркеры получили название Copic, происходящее от слова копия.
В 1989 году были добавлены ещё 71 цвет, добавив набор более нейтральных тонов и серых тонов в библиотеку маркеров. Эти дополнительные тона были созданы для архитектурного дизайна и фигурной живописи. В 1991 году было добавлено 72 новых цвета, чтобы удовлетворить потребности в дизайне окружающей среды и моды.
В 1993 году был представлен Copic Sketch с ассортиментом из 144 цветов. Эти маркеры были оснащены наконечником Super Brush Nib, кистью, которая произвела революцию в маркерах для изобразительного искусства благодаря своей прочности и длительному сроку службы. С тех пор Copic Sketch стал самым популярным маркером от компании.
В 1998 году был представлен маркер Copic Ciao. В наборе было 72 цвета предназначенные для начинающих. С 1999 года в набор Copic Sketch было добавлено много новых цветов. Многие цвета, представленные в наборе Copic Sketch, включали телесные тона, пастель, флуоресцентные краски и многое другое.

## Наборы маркеров
Sketch (англ. sketch — набросок)
Маркеры Copic Sketch доступны во всех 358 цветах Copic, с наконечником кисти и наконечником в форме долота. Ствол у них овальный. Они совместимы с системой Copic Airbrush System. Это самые популярные маркеры от Too Corporation.
Ciao (итал. ciao — привет)
Маркеры Ciao доступны в 180 цветах. У них есть наконечник для кисти, наконечник для долота и круглый ствол. Они меньше, чем другие маркеры Copic, и продаются как более доступный вариант.
Classic (англ. classic — классические)
Маркеры Copic Classic доступны в 214 цветах с девятью различными вариантами наконечников, в том числе: два каллиграфических наконечника, два типа широких наконечников и ряд тонких наконечников. У них есть стамески и пулево-образный наконечники с каждой стороны.
Wide (англ. wide — широкие)
Маркеры Copic Wide были доступны в 36 цветах, имели широкое перо в форме долота и большой ствол овальной формы. Могли использоваться для создания большого фона, а также для каллиграфии. Too Corporation прекратила производство цветной Copic Wide в 2016 году, но Copic Wide Original (пустой маркер) продолжает продаваться.
Refill (англ. refill — пополняемые)
Маркеры Copic можно заправлять чернилами Copic. Также можно смешивать чернила для создания собственных цветов.

## Система цвета Copic
Система цвета Copic определяет и классифицирует цвета чернил с помощью коротких цветовых кодов. Такие коды можно найти на основе любого маркера, а также на колпачках классических маркеров и маркеров-скетчей.

### Copic Colour Wheel
Буква(ы) на маркере представляют цветовую семью, к которой он относится. В настоящее время существует 16 цветовых семейств Copic Marker:

#### Хроматические цвета (и флуоресцентные цвета)
- R — красные
- Y — жёлтые
- G — зелёные
- B — синие
- V — фиолетовые (пурпурные)
- RV — красно-фиолетовые (розовые/пурпурные)
- YR — жёлто-красные (оранжевые)
- YG — жёлто-зелёные (салатовые/лаймовый)
- BG — сине-зелёные (голубые/бирюзовые/циановые)
- BV — сине-фиолетовые (Индиго/лавандовый)
- E — земные тона (коричневые/охравые)
- F — флуоресцентные/неоновые

#### Серые тона
- N — нейтральный серый
- C — холодный серый
- W — теплый серый
- T — Тонер серый

#### Ахроматические цвета
- 1 — Маркеры Black Copic представлены только цифрами : 100 и 110 для особого (насыщенного) чёрного.
- 0 — Бесцветные маркеры Blender имеют код одного 0, поскольку они содержат жидкость на спиртовой основе без пигмента.  Архивная копия от 6 августа 2021 на Wayback Machine

### Насыщенность цвета (группа смешивания)
После буквы идет первая цифра. Первая цифра представляет насыщенность маркера. Это число находится в диапазоне от 0 до 9, где 0 — самая насыщенное форма цвета, а 9 — самая ненасыщенная (наиболее серая).

### Значение цвета (оттенок / интенсивность)
Последние цифры на маркерах Copic представляют светлота цвета. Эти числа разделены на 12 уровней (000, 00 и 0-9). Маркеры, которые ближе к 0, более светлые, а маркеры, которые ближе к 9, более тёмные. Маркеры, которые имеют цифры 000 и 00, часто более прозрачны, поскольку они имеют более высокую концентрацию бесцветной жидкости на спиртовой основе.

## Ручки
Под брендом Copic продаются четыре типа ручек, каждые из которых продается с чернилами «Copic-proof», которые не растекаются при окрашивании маркером Copic:
- Multiliner — является fineliner (супертонкий линер). Он доступен в десяти различных цветах и семи различных толщинах пера.
- Multiliner SP — является обновленной версией Multiliner с алюминиевым корпусом, сменным пером, и сменным чернильным картриджем. Доступен только с черными чернилами.
- Gasenfude — кисть, доступная с черными чернилами. В отличие от ручек-кисточек других производителей, заправлять её нельзя.
- Drawing Pen — fountain pen nib (ручка с острым наконечником). Доступен с черными чернилами и чернилами сепия (коричневыми), а также с двумя размерами перьев.

## Copic Airbrush System
В системе аэрографа используются одноразовые баллончики со сжатым воздухом или воздухом из компрессора для распыления чернил от маркеров Copic Original и Sketch на поверхность. Аэрография требует меньше чернил, чем прямое окрашивание, поскольку пропитывать бумагу не нужно.